# Wiesława Kaniewska
Wiesława Kaniewska, coniugata Całka (Varsavia, 18 febbraio 1951), è un'ex cestista polacca.

## Carriera
Con la Polonia ha disputato tre edizioni dei Campionati europei (1970, 1972, 1974).